# Lombokhonungsfågel
Lombokhonungsfågel (Sugomel lombokium) är en fågel i familjen honungsfåglar inom ordningen tättingar.

## Utseende och läte
Lombokhonungsfågeln är en enfärgad sparvstor honungsfågel med en nedåtböjd slank näbb likt en solfågel. Ovansidan är fylligt olivgrön, undersidan med gul anstrykning. På ansikte och strupe är den jämnfärgat grå. Arten är jämnare i färgerna än brun honungsfågel, utan den artens tydliga ljusa bara hud i ansiktet, gula vingpanel och mörka ögonmask. Bland lätena hörs ett konstant kvittrande, nasala "jeez" och gutturala "grrt".

## Utbredning och systematik
Fågeln förekommer i västra Små Sundaöarna (Lombok, Sumbawa och Flores). Den behandlas som monotypisk, det vill säga att den inte delas in i några underarter.

### Släktestillhörighet
Lombokhonungsfågeln placeras traditionellt i släktet Lichmera. Genetiska studier visar dock att den är systerart till svartvit honungsfågel (Sugomel nigrum).

## Status
Arten har ett begränsat utbredningsområde, men beståndet anses vara stabilt. IUCN kategoriserar arten som livskraftig.